# Pristimantis phoxocephalus
Pristimantis phoxocephalus es una especie de anfibio anuro de la familia Craugastoridae.

## Distribución
Esta especie habita:
- en Ecuador entre los 1800 y 3100 m de altitud en la vertiente occidental de la Cordillera Occidental;
- en Perú en las regiones de Piura y Cajamarca en la Cordillera de Huancabamba y la Cordillera Occidental.[4]

## Descripción
Los machos miden de 22.3 a 29.9 mm y las hembras de 29.6 a 38.4 mm.

## Publicación original
- Lynch, 1979 : Leptodactylid frogs of the genus Eleutherodactylus from the Andes of southern Ecuador. Miscellaneous Publication, Museum of Natural History, University of Kansas, vol. 66, p. 1-62[5]